# 聖胡安德尼加拉瓜
聖胡安德尼加拉瓜（西班牙語：San Juan del Norte），是尼加拉瓜的城鎮，位於該國東南部，由聖胡安河省負責管轄，面積1,657平方公里，海拔高度1米，2005年人口1,307，人口密度每平方公里0.79人。